# 고쿠분 마사시
고쿠분 마사시(일본어: 國分 将, 1995년 5월 14일~)는 일본의 축구 선수이다.

## 구단 경력
그는 2018년 일본 풋볼 리그의 반라우레 하치노헤에 입단했다. 2018년 일본 풋볼 리그 3위를 기록하여 J3리그로 승격했다. 2020년까지 93경기에 출전하여, 5득점을 넣었다. 2021년 J2리그의 블라우블리츠 아키타로 이적했다. 2022년 반라우레 하치노헤로 복귀했다.